# الفندق (فلم)
الفندق فيلم دراما مصري من إنتاج سنة 2017. الفيلم من إخراج عاطف شكري، وتأليف أسامة فهمي، ومن بطولة علا غانم، ومحمد نجاتي، وأحمد كرارة، وأحمد بدير، وأحمد صادق.

## ملخص القصة
- يتواجد مجموعة من الأشخاص في أحد الفنادق، من بينهم زوج وزوجة، ورجال الأمن والعاملين بالفندق، حيث تكتشف الزوجة أن زوجها على علاقة بفتاة الملهى الليلي في الفندق، مما يجعلها تضعف هي الأخرى وتخون زوجها مع أحد أصدقائه، ثم يكتشف الزوج خيانتها له مع صديقه فيسعى للانتقام منهما.[3]

## طاقم التمثيل
- علا غانم[4]
- محمد نجاتي
- أحمد كرارة
- أحمد بدير
- أحمد الحلواني
- مروى
- حجاج عبد العظيم
- إبرام سمير
- محمد الصاوي

## الإنتاج
- كتب أسامة فهمي قصة الفيلم، وكان الفيلم من إخراج عاطف شكري، المنتج عاطف شكري.